# Nyssa aquatica
Espèce
Statut de conservation UICN

 LC  : Préoccupation mineure
Nyssa aquatica, le Tupelo aquatique, communément appelé water tupelo aux États-Unis, cottongum, wild olive, large tupelo tupelo-gum ou water-gum est une espèce d'arbres de grande taille, à la durée de vie importante, du genre Nyssa qui pousse dans les marais et les plaines inondées du sud-est des États-Unis.

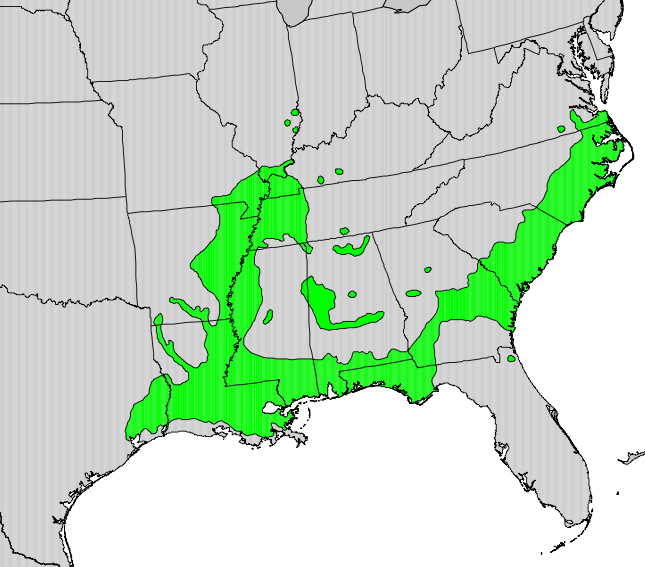
Zones de peuplement.

Les troncs de Nyssa aquatica présentent souvent une base évasée qui se rétrécit jusqu'à un long fût clair ; le système racinaire est souvent émergeant.
Les Water tupelo forment souvent des colonies d'une seule essence.

## Étymologie
Le genre Nyssa fait référence à une naïade grecque, l'espèce  aquatica, signifiant aquatique, renvoie à son habitat humide.
Le nom commun de l'espèce, « tupelo », est d'origine amérindienne, provenant des mots Creek « ito » (« arbre ») et « opilwa » (« marais ») ; il était utilisé au milieu du XVIIIe siècle.

## Utilisations
Un arbre mature peut donner du bois d'œuvre pour le commerce, utilisé pour la fabrication de meubles et de caisses. La base du tronc, si particulière, est recherchée par les sculpteurs.
Beaucoup d'animaux se nourrissent des fruits et c'est un arbre mellifère apprécié.

## Galerie

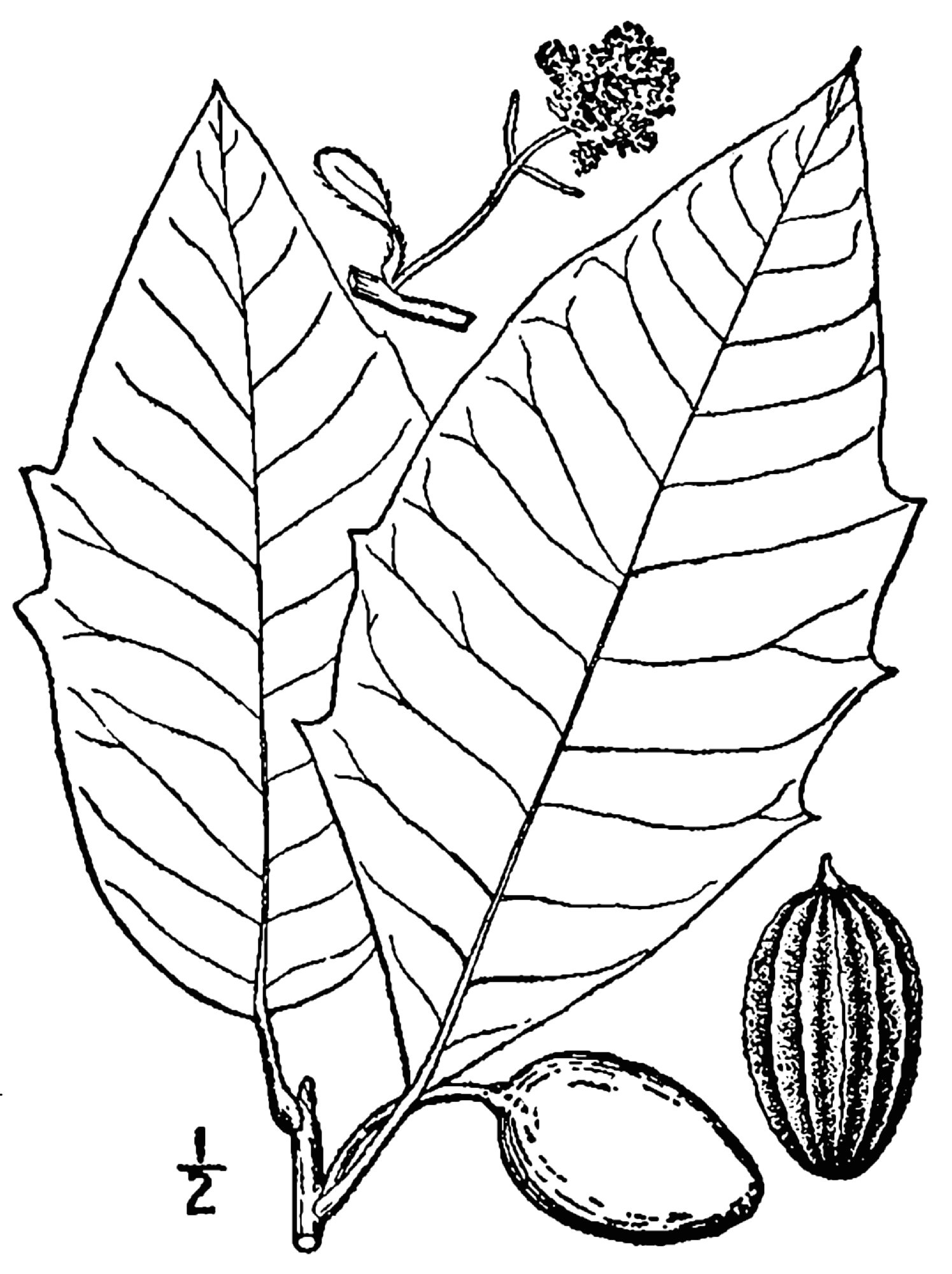
Nyssa aquatica, feuillage.
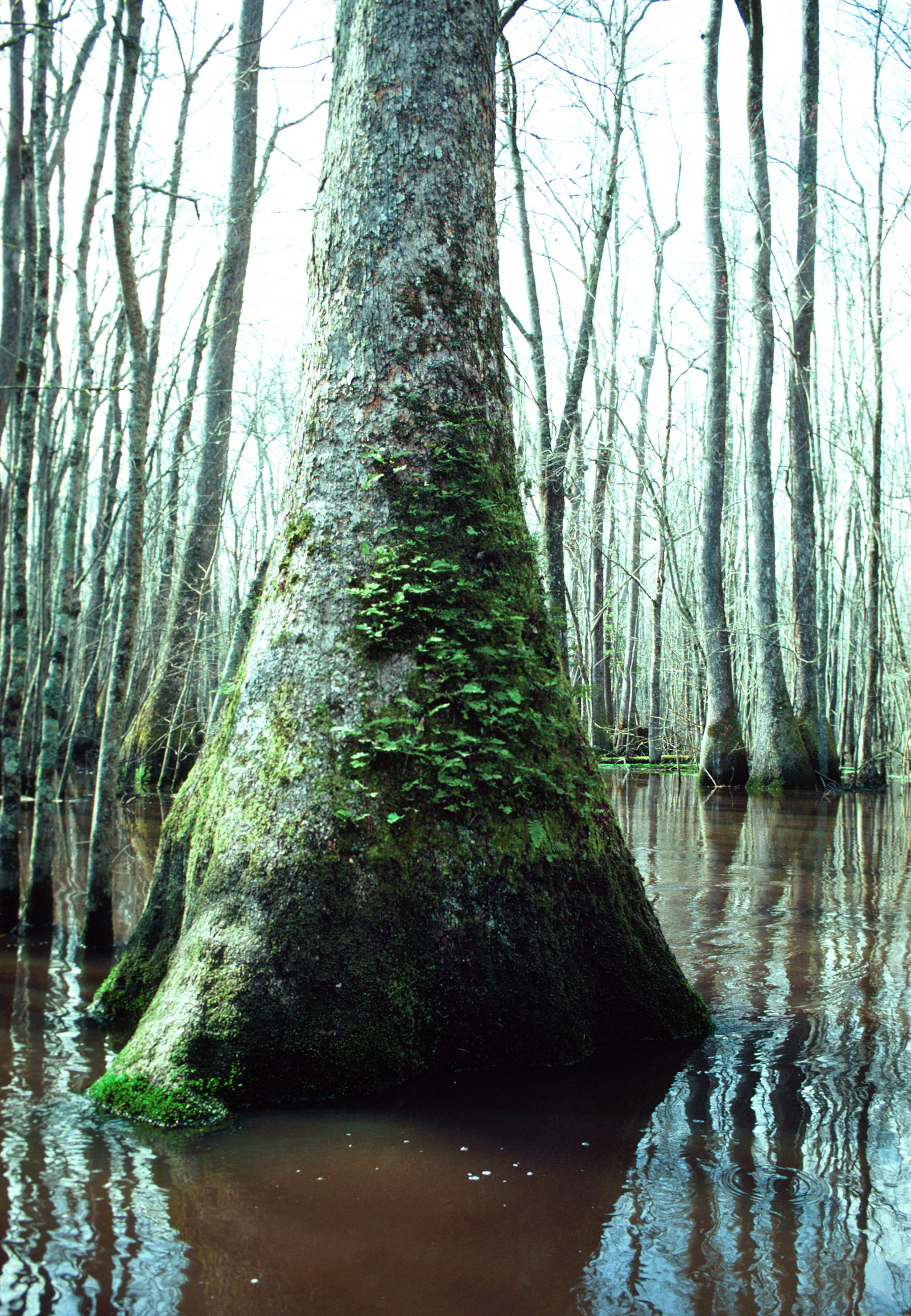
Base enflée, dans un habitat marécageux.
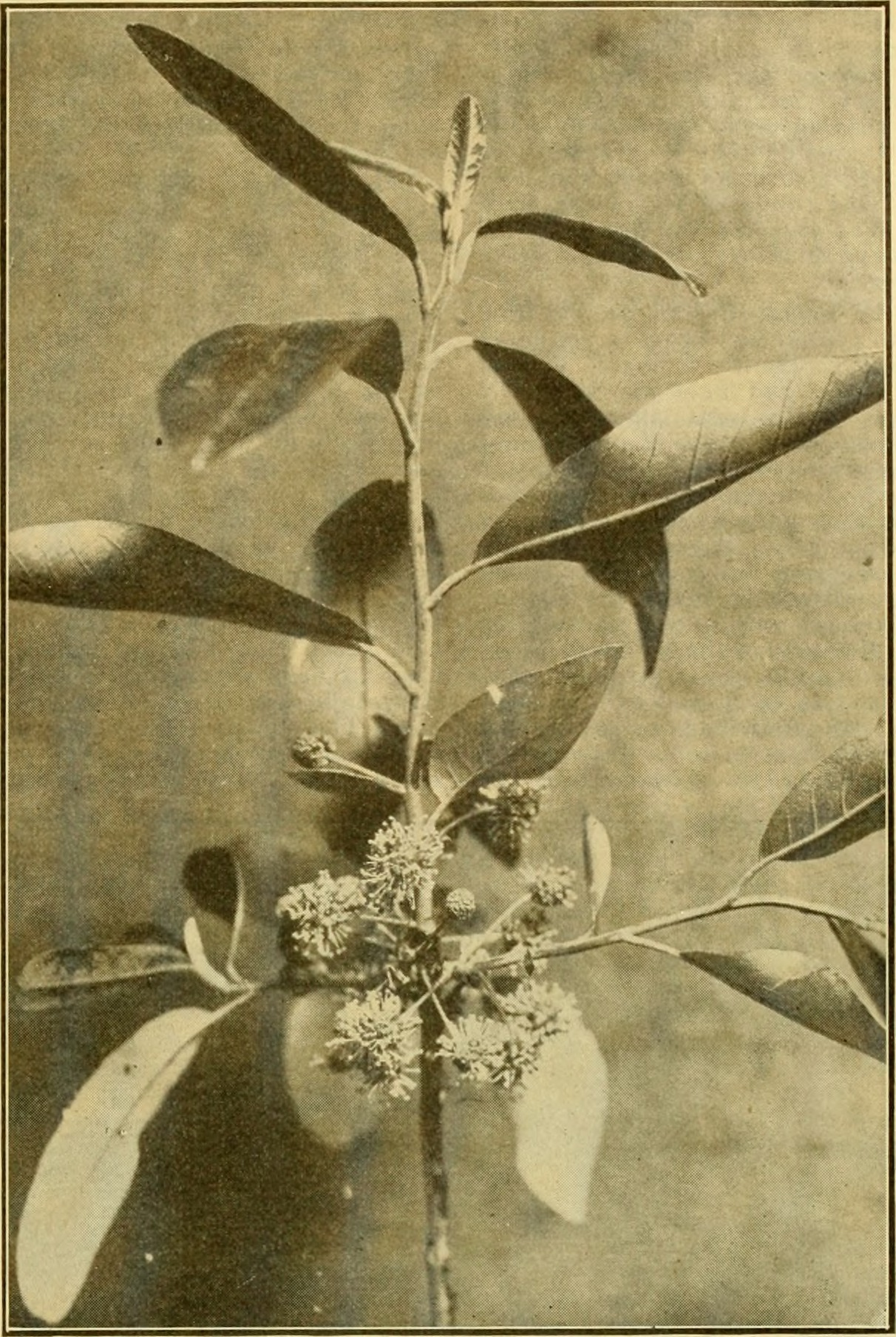
Branche avec inflorescences.
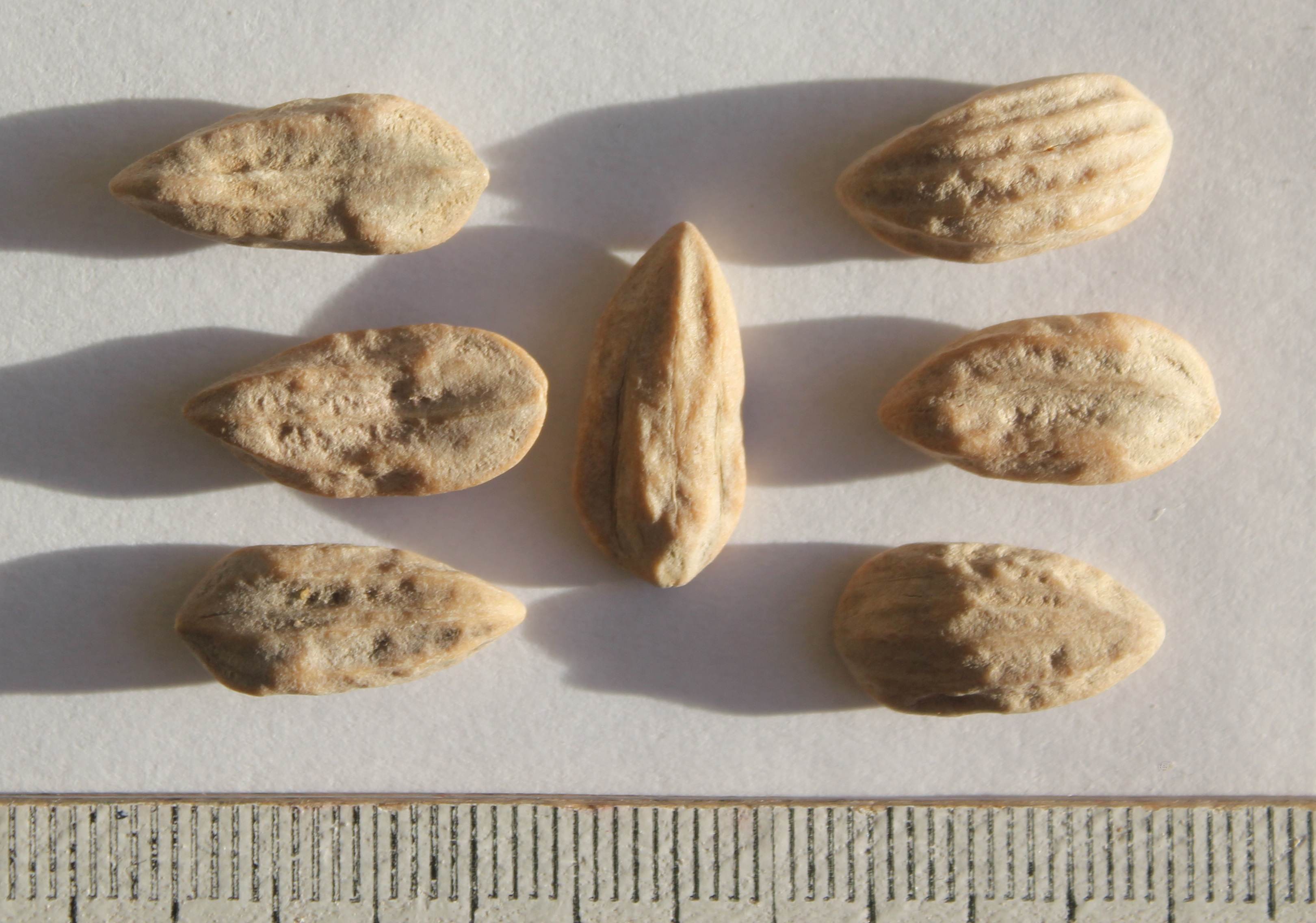
Graines.